# Recep-Tayyip-Erdoğan-Universität
Die Recep-Tayyip-Erdoğan-Universität (türkisch Recep Tayyip Erdoğan Üniversitesi) ist eine Staatsuniversität, welche am 17. März 2006 in Rize (Türkei) gegründet wurde.

## Zugehörigkeiten
Die Universität ist ein Mitglied der Caucasus University Association.